# Îles Mapia
Pour l’article homonyme, voir Mapia.
Les îles Mapia, en indonésien Kepulauan Mapia, forment un petit atoll d'Indonésie situé dans l'océan Pacifique, à environ 290 kilomètres au nord de la ville de Manokwari. Les deux principales sont Bras et Pegun.
Les îles constituent un district du kabupaten de Supiori dans la province indonésienne de Papouasie.

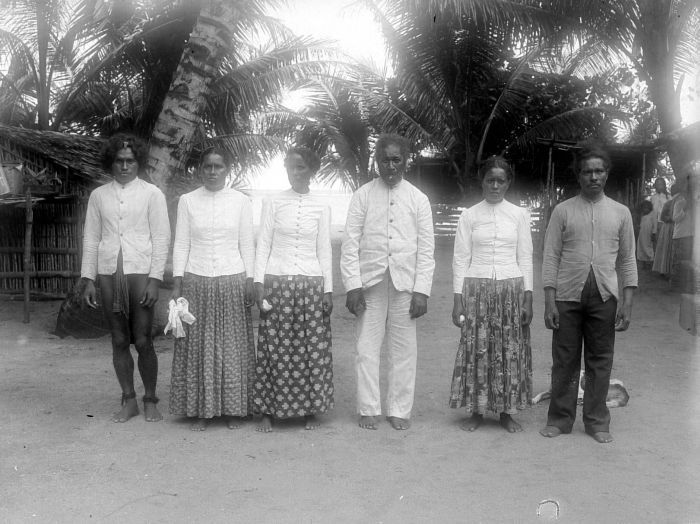
Habitants des îles Mapia lors de l'expédition Wichman en Nouvelle-Guinée en 1903